# Prionobrama
Prionobrama es un género de peces de agua dulce de la familia Characidae en el orden Characiformes. Las 2 especies que lo integran son habituales peces de acuarismo; allí son denominadas popularmente peces de vidrio o peces vidrio. En ambas la longitud total ronda los 6 cm. Se distribuye en los cursos fluviales tropicales y subtropicales del norte y centro de Sudamérica, hacia el sur hasta la cuenca del Plata, llegando por el sur hasta el río Paraná medio, en el nordeste de la Argentina. 

## Taxonomía
Este género fue descrito originalmente en el año 1913 por el zoólogo estadounidense Henry Weed Fowler.
Especies
Este género se subdivide en sólo 2 especies:  
- Prionobrama filigera (Cope, 1870) (Amazónica)
- Prionobrama paraguayensis (C. H. Eigenmann, 1914) (de la cuenca del Plata).

## Distribución geográfica
Se encuentra en Sudamérica, en las cuencas del Amazonas y del Plata.